# História Trágica com Final Feliz
História Trágica com Final Feliz é um filme de curta-metragem de animação português realizado por Regina Pessoa. A banda sonora foi composta por Normand Roger. Foi lançado em Portugal a 22 de março de 2007.
O filme é a segunda parte da trilogia sobre curtas de animação de Pessoa sobre infância, após A Noite (1999)  e Kali, o Pequeno Vampiro.

## Receção
História Trágica com Final Feliz recebeu inúmeros prémios, tornando-se um dos filmes de animação mais aclamados de Portugal. O filme ganhou o prémio Cristal e TPS Cineculte no Festival de cinema de animação de Annecy e também o prémio especial do júri internacional no Festival Internacional de Animação de Hiroshima.